# El Hijo de Dios
El hijo de dios es una película argentina del año 2016 dirigida por Mariano Fernández II y Gastón Girod y protagonizada por Paulo Soria, Juan Lo Sasso, Ignacio Ballone, Agustín Repetto, Marina Artigas, Jorge Sesán, Norberto Verea y Diego della Sala.

## Argumento
En la semana de Pascuas, tres amigos llegan al pequeño pueblo de Betania, lugar sometido futbolísticamente al poderío de Pilatos, el comisario y arquero local. Luego de una trifulca con las fuerzas policiales, los muchachos son apresados y obligados a aceptar el duelo futbolístico propuesto por Pilatos para recuperar su libertad.

## Reparto
- Paulo Soria como Juan.
- Juan Lo Sasso como Santiago.
- Ignacio Ballone como Tomás.
- Agustín Repetto como Pilatos.
- Marina Artigas como Magdalena.
- Bruno Alcón como Jesús.
- Jorge Sesán como Oficial Catenaccio.
- Marcos Ferrante como Oficial Gentile.
- Mario Vedoya como Sacerdote.
- Gerónimo Espeche como Pedro.
- Martín Tchira como Pablo.
- Norberto Arcusin como Lázaro.
- Norberto Verea como El Bautista.
- Diego Della Sala como Relator.